# Kraftwerk Sondu-Miriu
Das Kraftwerk Sondu-Miriu (englisch Sondu Miriu Hydroelectric Power Station) ist ein Laufwasserkraftwerk im Kisumu County, Kenia. Es ist am Fluss Sondu, ca. 15 km vor seiner Mündung in den Winam-Golf des Victoriasees gelegen. Die Stadt Kisumu befindet sich ca. 40 km nordwestlich des Kraftwerks.
Mit dem Bau des Kraftwerks wurde im März 1999 begonnen. Die erste Maschine des Kraftwerks ging im Dezember 2007 in Betrieb. Die offizielle Einweihung durch den Staatspräsidenten Kenias, Mwai Kibaki, erfolgte am 24. Juli 2009. Das Kraftwerk ist im Besitz der Kenya Electricity Generating Company (KenGen) und wird auch von KenGen betrieben.

## Absperrbauwerk
Das Absperrbauwerk besteht aus einem Stauwehr mit einer Länge von 70 m und einer Höhe von 18 m. Von der Staumauer führt zunächst ein Tunnel (Länge 6,2 km, Durchmesser 4,2 m) in nordwestliche Richtung. Danach leitet eine oberirdische Druckrohrleitung (Länge ca. 1 km, Durchmesser 3 m) das Wasser zum Kraftwerk.

## Stausee
Das Wehr staut den Sondu zu einem kleinen Stausee auf. Das normale Stauziel liegt bei 1.402 m über dem Meeresspiegel.

## Kraftwerk
Das Kraftwerk Sondu-Miriu verfügt über eine installierte Leistung von 60 MW. Die durchschnittliche Jahreserzeugung liegt bei 330 Mio. kWh. Die maximale Fallhöhe beträgt ca. 200 m. Der Durchfluss liegt bei 41 m³/s.
Die zwei Francis-Turbinen leisten jeweils maximal 31,2 MW und die zugehörigen Generatoren 33,7 MVA. Die erste Maschine ging im Dezember 2007 und die zweite im März 2008 ans Netz. In der Schaltanlage wird die Generatorspannung von 11 kV mittels Maschinentransformatoren auf 132 kV hochgespannt. Von der Schaltanlage führt eine 49 km lange Einfachleitung zum Umspannwerk in Kisumu.
Nachdem das Wasser das Kraftwerk passiert hat, wird es über einen Kanal (Länge 4,7 km, Breite 2,6 m) zum Kraftwerk Sang'oro geleitet.

## Sonstiges
Als Gesamtkosten für das Kraftwerksprojekt werden 19 Mrd. KES bzw. 260 Mio. USD angegeben. Die Japan Bank for International Cooperation gewährte ein Darlehen in Höhe von 99,5 Mio. USD für das Projekt.